# Вукашин Јелић
Вукашин Јелић (Врбас, 28. јануара 1994) српски је фудбалер који тренутно наступа за Младост из Новог Сада.

## Каријера
Вукашин Јелић је родом из Врбаса, а фудбалом је почео да се бави у Бачком Добром Пољу, наступајући за локалну Сутјеску. Касније је био члан Црвене звезде, Хајдука из Куле, Војводине и Новог Сада у млађим категоријама. Своју сениорску каријеру Јелић је такође започео у истоименом клубу из тог града, где је у периоду између 2012. и 2013. уписао 8 наступа у Првој лиги Србије. Након испадања клуба из тог такмичења и окончања свог омладинског стажа, Јелић је по завршетку сезоне 2012/13. напустио клуб. Нешто касније се прикључио екипи Слоге из Темерина, где је наступао у Српској лиги Војводине, током такмичарске 2013/14. Он се, потом, наредне сезоне вратио у родни Врбас и за тамошњи клуб наступао у Бачкој зони. Коначно, Јелић је приступио екипи Сенте у такмичарској 2015/16. години, током које је одиграо 25 утакмица и постигао 3 поготка у Српској лиги Војводине.
Лета 2016. године, Јелић је приступио екипи ЧСК Пиваре из Челарева. За клуб је дебитовао у трећем колу такмичења у Првој лиги Србије за сезону 2016/17, ушавши у игру уместо Слободана Крстановића у 51. минуту утакмице против ОФК Београда на Омладинском стадиону. Јелић је за ЧСК одиграо прволигашких 17 утакмица.
Након испадања свог бившег клуба у нижи ранг такмичења, Јелић је лета 2018. приступио новопромовисаном прволигашу Бечеју. Ту се задржао до краја календарске године, док је током зимског прелазног рока прешао у кулски Хајдук. Током другог дела 2019. наступао је за БСК Бијело Брдо у Другој лиги Хрватске. Наредну годину провео је у врањском Динаму. Почетком 2021. прешао је у Младост из Новог Сада.

## Статистика

### Клупска
Ажурирано 16. маја 2021.
|                  |          |                       |     |   |   |   |   |   |   |   |     |   |  |  |
| Нови Сад         | 2011/12. | Прва лига Србије      | 3   | 0 | 0 | 0 | — | — | — | — | 3   | 0 |  |  |
| Нови Сад         | 2012/13. | Прва лига Србије      | 5   | 0 | 0 | 0 | — | — | — | — | 5   | 0 |  |  |
| Нови Сад         | Укупно   | Укупно                | 8   | 0 | 0 | 0 | — | — | — | — | 8   | 0 |  |  |
|                  |          |                       |     |   |   |   |   |   |   |   |     |   |  |  |
| Слога Темерин    | 2013/14. | Српска лига Војводина | 8   | 0 | — | — | — | — | — | — | 8   | 0 |  |  |
|                  |          |                       |     |   |   |   |   |   |   |   |     |   |  |  |
| Врбас            | 2014/15. | Бачка зона            | 25  | 1 | — | — | — | — | — | — | 25  | 1 |  |  |
|                  |          |                       |     |   |   |   |   |   |   |   |     |   |  |  |
| Сента            | 2015/16. | Српска лига Војводина | 25  | 3 | — | — | — | — | — | — | 25  | 3 |  |  |
|                  |          |                       |     |   |   |   |   |   |   |   |     |   |  |  |
| ЧСК Челарево     | 2016/17. | Прва лига Србије      | 17  | 0 | 0 | 0 | — | — | — | — | 17  | 0 |  |  |
| ЧСК Челарево     | 2017/18. | Прва лига Србије      | 0   | 0 | 0 | 0 | — | — | — | — | 0   | 0 |  |  |
| ЧСК Челарево     | Укупно   | Укупно                | 17  | 0 | 0 | 0 | — | — | — | — | 17  | 0 |  |  |
|                  |          |                       |     |   |   |   |   |   |   |   |     |   |  |  |
| Бечеј            | 2018/19. | Прва лига Србије      | 8   | 0 | — | — | — | — | — | — | 8   | 0 |  |  |
|                  |          |                       |     |   |   |   |   |   |   |   |     |   |  |  |
| Хајдук Кула      | 2018/19. | Српска лига Војводина | 15  | 0 | — | — | — | — | — | — | 15  | 0 |  |  |
|                  |          |                       |     |   |   |   |   |   |   |   |     |   |  |  |
| БСК Бијело Брдо  | 2019/20. | Друга лига Хрватске   | 10  | 0 | 2 | 0 | — | — | — | — | 12  | 0 |  |  |
|                  |          |                       |     |   |   |   |   |   |   |   |     |   |  |  |
| Динамо Врање     | 2019/20. | Прва лига Србије      | 7   | 1 | — | — | — | — | — | — | 7   | 1 |  |  |
| Динамо Врање     | 2020/21. | Прва лига Србије      | 11  | 0 | 1 | 0 | — | — | — | — | 12  | 0 |  |  |
| Динамо Врање     | Укупно   | Укупно                | 18  | 1 | 1 | 0 | — | — | — | — | 19  | 1 |  |  |
|                  |          |                       |     |   |   |   |   |   |   |   |     |   |  |  |
| Младост Нови Сад | 2020/21. | Српска лига Војводина | 15  | 2 | — | — | — | — | — | — | 15  | 2 |  |  |
|                  |          |                       |     |   |   |   |   |   |   |   |     |   |  |  |
| Каријера         | Каријера | Каријера              | 149 | 7 | 3 | 0 | — | — | — | — | 152 | 7 |  |  |
|                  |          |                       |     |   |   |   |   |   |   |   |     |   |  |  |